# Manuel de Regla Motta
Manuel de Regla Mota (Motta) (* 1795 in Baní; † 1864) war ein dominikanischer Politiker und Präsident der Dominikanischen Republik.

## Biografie
Nach der Proklamation der Unabhängigkeit der Dominikanischen Republik am 27. Februar 1844 wurde er zum Oberst der Nationalmiliz (Milicias Nacionales) ernannt. Als solcher war er zuständig für den Schutz der Grenze zu Haiti in den Provinzen Peravia und San Cristóbal.
De Regla Mota war ein loyaler Anhänger von Präsident Pedro Santana, der ihn wegen seiner Seriosität und Ehrbarkeit zum Kriegs- und Marineminister und später zum Vizepräsidenten berief. Nach dem Rücktritt von Santana am 26. Juni 1856 wurde er als Vizepräsident aufgrund der Verfassung als dessen Nachfolger Präsident der Dominikanischen Republik. Grund dafür waren die diplomatischen Schwierigkeiten mit Spanien, die Finanzkrise und ein erneuter Popularitätsverlust von Santana.
Die Regierung von de Regla Motta war zwar weitgehend durch besonnene Maßnahmen gegen Aufständische der Unabhängigkeitsbewegung La Trinitaria geprägt, allerdings gab es ein rigoroses Vorgehen gegen deren Anhänger in der Provinz Azua. In der Folge kam es jedoch zu friedlicheren Maßnahmen, so dass die Ausschreitungen der Unabhängigkeitsbewegungen abnahmen und im Gegenzug deren Besitztümer und Viehherden zurückgegeben wurden.
Da der spanische Konsul in Santo Domingo jedoch auch ihn neben Santana für die diplomatischen Schwierigkeiten verantwortlich machte, waren seine Bemühungen um eine Präsidentschaft erfolglos, so dass er am 6. Oktober 1856 das Amt des Präsidenten an den größten Gegner Santanas, Buenaventura Báez, übergeben musste. Im Anschluss daran ging er wie Santana selbst ins Exil, wo er einige Jahre später verstarb.